# Jakov Zeldovič
Jakov Borisovič Zeldovič (bel. Я́каў Бары́савіч Зяльдо́віч, rus. Я́ков Бори́сович Зельдо́вич; 8. mart 1914 – 2. decembar 1987), takođe poznat kao YaB, bio je sovjetski fizičar, koji je poznat po svom plodnom doprinosu u oblastima kosmologije i fizike termonuklearnih i hidrodinamičkih fenomena.
Od 1943, Zeldovič je igrao ključnu ulogu u razvoju sovjetskog projekta nuklearne bombe. Godine 1963, on se vratio na akademiju kako bi započeo s pionirskim doprinosima temeljnom razumevanju termodinamike crnih rupa i proširivanju opsega kosmologije.

## Biografija

### Rani život i obrazovanje
Jakov Zeldovič je rođen u beloruskoj jevrejskoj porodici u kući svog dede u Minsku.. Međutim, sredinom 1914. godine, porodica Zeldovič se preselila u Sankt Peterburg. Tu su boravili do avgusta 1941. godine, kada je porodica evakuisana zajedno sa osobljem Instituta za hemijsku fiziku u Kazanj kako bi izbegli invaziju Osovine na Sovjetski Savez.‍:301 U Kazanju su ostali do leta 1943. kada se Zeldovich preselio u Moskvu.
Njegov otac, Boris Naumovič Zeldovič, bio je advokat; njegova majka, Ana Petrovna Zeldovič (rođena Kiveliovič), prevodilac sa francuskog na ruski, bila je članica Saveza pisaca. Uprkos tome što je rođen u predanoj i religioznoj jevrejskoj porodici, Zeldovič je bio „apsolutni ateista“.
Zeldovič je bio autodidakt. Smatralo se da ima izuzetno svestran intelekt, a tokom svog života istraživao je i dao veliki doprinos širokom spektru naučnih poduhvata. Nakon pružene prilike u maju 1931. godine, dobio je imenovanje za laboratorijskog asistenta na Institutu za hemijsku fiziku Akademije nauka Sovjetskog Saveza i ostao j povezan sa tim institutom do kraja života.‍:301 Kao laboratorijski asistent, dobio je preliminarna uputstva o temama iz fizičke hemije i izgradio svoju reputaciju među starijim studentima na Institutu za hemijsku fiziku.‍:301
Od 1932. do 1934. godine, Zeldovič je pohađao osnovne kurseve fizike i matematike na Lenjingradskom državnom univerzitetu (sada Sankt Peterburški državni univerzitet), a kasnije je pohađao tehnička predavanja iz uvodne fizike na Lenjingradskom politehničkom institutu (danas Politehnika Petra Velikog u Sankt Peterburgu). Univerzitet).‍:301‍:2–5
Godine 1936, bio je uspešan u svojoj kandidaturi za zvanje kandidata nauka (sovjetski ekvivalent doktoratu), nakon što je uspešno odbranio disertaciju na temu „Adsorpcija i kataliza na heterogenim površinama“.‍:301 Centralni deo svoje teze se fokusirao na istraživanje Frojndlihove (ili klasične) adsorpcione izoterme, i Zeldovič je otkrio teorijsku osnovu ovog empirijskog zapažanja.
Godine 1939, Zeldovič je pripremio svoju disertaciju zasnovanu na matematičkoj teoriji fizičkog tumačenja oksidacije azota i uspešno je stekao doktorat iz matematičke fizike kada je rad recenzirao Aleksandar Frumkin.‍:39–40 Zeldovič je otkrio njen mehanizam, poznat u fizičkoj hemiji kao termalni NO
x mehanizam ili Zeldovičev mehanizam.

### Sovjetski program nuklearnog oružja
Zeldovič se smatra tajnim upravnikom Sovjetskog projekta nuklearnog oružja; njegova putovanja u inostranstvo bila su veoma ograničena, u Istočnu Evropu, pod strogim sovjetskim obezbeđenjem.‍:198–199 Ubrzo nakon otkrića nuklearne fisije (od strane nemačkog hemičara Ota Hana 1939. godine), ruski fizičari su počeli da istražuju opseg nuklearne fisione fizike. On je preuzeo seminare na tu temu. Na ovom radu su učestvovali Igor Kurčatov i Julij Hariton 1940. godine.‍:79–80
U maju 1941, Zeldovič je radio sa Haritonom na izgradnji teorije o kinetici nuklearnih reakcija u prisustvu kritičnih uslova.‍:81 Rad Haritona i Zeldoviča proširen je na teorije paljenja, sagorevanja i detonacije; ovo je objasnilo karakteristike koje ranije nisu bile tačno predviđene, uočene, niti objašnjene.‍:82 Moderna teorija detonacije u skladu s tim se naziva Zeldovič-fon Njuman-Dohring ili ZND teorija, i njen razvoj i je uključivao zamorne proračune brzih neutrona; ovaj posao je bio odložen zbog nemačke invazije na Sovjetski Savez, što je ometalo napredak u saznanjima da će u junu 1941. biti deklasifikovani.‍:82 Godine 1942, Zeldovič je premešten u Kazanj, i Narodni komesarijat za municiju mu je dao zadatak da izvrši radove na konvencionalnom barutu koji će biti isporučen Sovjetskoj armiji, dok je od Haritona zatraženo da dizajnira nove tipove konvencionalnog oružja.‍:87–88

## Publikacije

### Knjige
- Zel'dovich Ya.B.; Ruzmaikin A.A. (2015). Dynamo Problems in Astrophysics. Cambridge Scientific Publishers. ISBN 978-1908106445.
- Zel'dovich Ya.B.; Novikov I.D. (2014). Stars and Relativity. Dover.
- Zel'dovich Ya.B.; Raizer Yu.P. (2012). Physics of Shock Waves and High-Temperature Hydrodynamic Phenomena, Volume 1. Dover.
- Zel'dovich Ya.B.; Raizer Yu.P. (2012). Physics of Shock Waves and High-Temperature Hydrodynamic Phenomena, Volume 2. Dover.
- Zel'dovich Ya.B. (1993). Selected Works of Yakov Borisovich Zeldovich: Particles, Nuclei, and the Universe. Princeton University Press. ISBN 978-0691087429.
- Zel'dovich Ya.B. (1992). Selected Works of Yakov Borisovich Zeldovich: Chemical Physics and Hydrodynamics. Princeton University Press. ISBN 978-0691085944.
- Zel'dovich Ya.B. (1992). My Universe: Selected Reviews. Routledge. ISBN 978-3718650040.
- Zel'dovich Ya.B.; Ruzmaikin A.A.; Sokoloff D.D. (1990). Magnetic Fields in Astrophysics. Gordon & Breach Science Pub. ISBN 978-0677223308.
- Zel'dovich Ya.B.; Barenblatt G.; Librovich V.B.; Makhviladze G.M. (1985). The Mathematical Theory of Combustion and Explosions. Consultants Bureau. ISBN 978-0306109744.
- Zel'dovich Ya.B.; Pilipetsky N.F.; Shukunov V.V. (1985). Principles of Phase Conjugation. Springer. ISBN 978-3-662-13573-0.
- Zel'dovich Ya.B.; Novikov I.D. (1983). Relativistic Astrophysics: The Structure and Evolution of the Universe vol 2. University of Chicago Press. ISBN 978-0226979571.
- Zel'dovich Ya.B.; Novikov I.D. (1971). Relativistic Astrophysics: Stars and Relativity vol 1. University of Chicago Press. ISBN 978-0226979557.
- Zel'dovich Ya.B.; Raizer Yu.P. (1968). Elements of Gasdynamics and the Classical Theory of Shock Waves. Academic Press.
- Zel'dovich Ya.B.; Kompaneets A.S. (1960). Theory of Detonation. Academic Press.
- Zel'dovich Ya.B.; Yaglom I.M. (1988). Higher mathematics for beginning physicists and engineers. Prentice Hall. ISBN 978-0133876482.

## Literatura
- Overbye, D. Lonely Hearts of the Cosmos: The Scientific Quest for the Secret of the Universe. New York: HarperCollins, 1991.
- Annotated Bibliography for Yakov Borisovich Zel'dovich from the Alsos Digital Library for Nuclear Issues
- Yakov Borisovich Zel'dovich – page at the Moscow State University dedicated to Zel'dovich
- Theory of combustion of unmixed gases – Zel'dovich 1949, translated 1974
- Holloway, David (1994), Stalin and the Bomb: The Soviet Union and Atomic Energy 1939–1956, Yale University Press, ISBN 978-0-300-06056-0.
- Kojevnikov, Alexei (2004), Stalin's Great Science: The Times and Adventures of Soviet Physicists, Imperial College Press, ISBN 978-1-86094-420-8.
- Erickson, John (1999) [1983]. The Road to Berlin: Stalin's War with Germany, Volume Two. New Haven: Yale University Press. стр. 79,80,659. ISBN 0-300-07813-7.

## Spoljašnje veze
- Медији везани за чланак Jakov Zeldovič на Викимедијиној остави